# Marina Seiller-Nedkoff
Marina Seiller-Nedkoff (* 1944 in Stadl an der Mur (Steiermark)) ist eine österreichische Malerin. Sie besuchte die Akademie der bildenden Künste Wien und die Universität für angewandte Kunst Wien. Ihre Studien schloss sie 1969 mit dem Diplom als akademische Malerin ab. Studienreisen führten sie nach Florenz und Paris. Sie ist seit 1988 Mitglied des Künstlerhaus Wien und bildet gemeinsam mit Manfred Körner und anderen die österreichische Künstlergruppe Fächer.

## Ausstellungen
- 2007 „New Century Artists Gallery“ (New York / Chelsea) Palais Schlick (Wien), Galerie Rienössl (Wien)
- 2006 Palais Schlick (Wien, Gemeinschaftsausstellung), Bezirksvorstehung Alsergrund, comm:unications Agentur, Galerie Rienössl (Wien, Einzelausstellungen)
- 2005 Galerie „Alter Hof“ Zöbing, Palais Schlick (Beides mit der Künstlergruppe „Fächer“), Galerie Rienössl (Wien) Buchillustration zu „Verdorbene Ware“ von Isabella Bernardo, Sami-Verlag, Wien
- 2004 Galerie Village (Wien), Vienna Art Hotel Gallery (Wien)
- 2003 Schlossgalerie (Würnitz)
- 2002 Bergerhaus (Gumpoldskirchen), M-Art internationale Galerie am Börseplatz (Wien)
- 2001 AKH Wien; Navision Gallery (Wien), Galerie Alpha (Wien); Biennale St. Petersburg (Russland)
- 2000 Galerie Mouratti, Wien; Stadtgalerie, Gmünd
- 1998 Galerie am Salzgries, Wien
- 1997 Arterie, Wien; Achammer & Tritthart, Wien, Kulturzentrum Neunkirchen, Galerie Symbiose, Wien
- 1996 Passagegalerie Künstlerhaus, Wien; Galerie Krah, Pocking (Deutschland)
- 1995 UNESCO-Galerie Burgenland, Neusiedl; Galerie 22, Wien
- 1994 Galerie am Schillerplatz, Wien
- 1993 Studiogalerie, Wien
- 1992 Kongresshaus, Zürich (Schweiz);
- 1991 Tan-Gallery, Zürich (Schweiz), Galerie Lotos, Wien,
- 1990 Galerie Möring, Wiesbaden (Deutschland) Kinogalerie Künstlerhaus, Wien
- 1989 Galerie Dida, Graz; Galerie 410, Frankfurt, Literaturbüro, Mainz (Deutschland), Bank für Arbeit und Wirtschaft, Wien, „Neuaufnahmen“ Künstlerhaus, Wien
- 1988 Studiogalerie, Wien
- 1987 Literaturbüro, Mainz (Deutschland), Ogilvy & Mather, Wien
- 1986 Brauhausgalerie, Gmünd, Galerie Wolfrum, Wien
- 1985 Galerie Lauensteiner, Mainz (Deutschland), Creditanstalt-Bankverein, Wien
- 1984 Atelier Cretu, Steyr
- 1983 VHS Favoriten
- 1981 Galerie Schwarzer, Wien
- 1979 Galerie am Rabensteig, Wien, Galerie Witzmann, Hirm
- 1977 Galerie Mahringer, St. Pölten; Galerie Lehner, Linz, Kulturzentrum bei den Minoriten, Graz
- 1976 Galerie im Palais Kinsky, Wien, Galerie Egermann im Schloss Potzneusiedl
- 1975 Galerie im Palais Kinsky, Wien
- 1974 Galerie Tangente, Wien
- 1973 Galerie D, Mödling
- 1971 Galerie Wolfrum, Wien